# Yoon Kwang-ung
Dans ce nom coréen, le nom de famille, Yoon, précède le nom personnel.
Yoon Kwang-ung (né le 13 octobre 1942 à Pusan), est un homme politique sud-coréen. Ministre de la Défense de la Corée du Sud du 28 juillet 2004 au 1er novembre 2006. Il avait auparavant été vice-amiral dans la marine de la République de Corée.